# Dave Rayner
David Michael Rayner, detto Dave (Oxford, 26 ottobre 1982), è un giocatore di football americano statunitense che è attualmente free agent.

## Carriera universitaria
Al college Rayner ha giocato con i Michigan State Spartans squadra rappresentativa dell'Università Statale del Michigan.

## Carriera professionistica

### Indianapolis Colts
Al draft NFL 2005 è stato selezionato dai Colts come 202a scelta. Ha debuttato nella NFL l'11 settembre 2005 contro i Baltimore Ravens. È stato utilizzato come specialista nei kickoff, poi il 3 aprile 2006 viene svincolato.

### Green Bay Packers
Il 6 aprile 2006 firma con i Packers diventando il loro kicker ufficiale. In questa stagione mette a reperto un field goal messo da 54 e un altro da 55 yards.
Il 1º settembre 2007 viene svincolato.

### Kansas City Chiefs
Dopo solo 9 giorni firma con i Chiefs dove parte molte bene, mettendo a segno 13 su 16 field goal, nella partita contro i rivali Oakland Raiders sbaglia nell'ultimo quarto un field goal e per questo motivo viene svincolato.

### San Diego Chargers
Ha trovato spazio come specialista di kick off. Ma al termine della stagione ritorna ad essere senza squadra.

### Miami Dolphins
L'11 marzo 2008 firma con i Dolphins, ma durante la offseason viene svincolato.

### Detroit Lions
Il 9 agosto 2008 firma con i Lions per tutta la preseason, ma prima della stagione regolare il 26 dello stesso mese viene svincolato.

### Cincinnati Bengals
L'11 ottobre viene ingaggiato dai Bengals per il periodo di una settimana per l'assenza del kicker titolare.

### Washington Redskins
Il 3 febbraio 2009 firma con i Redskins ma con il taglio del 5 settembre viene svincolato infortunato.

### Seconda volta coi Bengals
Firma il 13 febbraio 2010 ma il 4 settembre viene nuovamente svincolato.

### Seconda volta coi Lions
Il 9 novembre 2010 firma di nuovo con i Lions, con loro ottiene due grandi prestazioni il 19 dicembre con i Tampa Bay Buccaneers e il 2 gennaio 2011 contro i Minnesota Vikings.
Il 29 agosto 2011 viene svincolato.

### Dallas Cowboys
Il 30 agosto firma con i Cowboys ma viene svincolato dopo aver mancato due field goal nell'ultima partita della preseason.

### Oakland Raiders
Il 22 ottobre 2011 firma con i Raiders per sostituire momentaneamente il kicker titolare Sebastian Janikowski che si è infortunato. Gioca contro i Kansas City Chiefs facendo un solo kick off, questa presenza gli vale 50.000 dollari.
Il 25 ottobre è stato svincolato.

### Buffalo Bills
L'8 novembre 2011 firma con i Bills ma il 28 dicembre viene messo sulla lista infortunati a causa di un infortunio al bacino.

## Vittorie e premi
Nessuno.

## Statistiche
| Partite totali             | 59 |
| Partite totali da titolare | 0  |
| Field goal provati         | 90 |
| Field goal messi           | 65 |
| Field goal più lungo       | 56 |